# 隠岐広域連合
隠岐広域連合（おきこういきれんごう）は、島根県と島根県隠岐郡隠岐の島町、海士町、西ノ島町及び知夫村の1県3町1村が組織する広域連合。

## 事務局
- 〒685-0104 島根県隠岐郡隠岐の島町都万2016（隠岐の島町都万支所内）

### 主な事務内容
- 隠岐病院の設置、管理及び運営に関する事務
- 隠岐島前病院の設置、管理及び運営に関する事務
- 介護保険の実施に関する事務
- 救急医療対策事業に関する事務
- 消防に関する関係町村の事務
- 火薬類取締法に規定する島根県知事の権限に属する事務のうち、関係町村が処理することとされた事務
- 高圧ガス保安法に規定する島根県知事の権限に属する事務のうち、関係町村が処理することとされた事務
- 液化石油ガスの保安の確保及び取引の適正化に関する法律に規定する島根県知事の権限に属する事務のうち、関係町村が処理することとされた事務
- 障がい者支援施設の設置、管理及び運営に関する事務
- 障がい者福祉サービス事業の管理運営に関する事務
- レインボープラザの設置、管理及び運営に関する事務
- 福祉型障がい児入所施設の設置、管理及び運営に関する事務
- 隠岐航路フェリー「おき」及び超高速船の設置、管理及び運営に関する事務
- 国民健康保険、後期高齢者医療制度の特別徴収に係る電子データの処理に関する事務。

## 沿革
- 1999年9月：島根県と隠岐郡西郷町・布施村・五箇村・都万村・海士町・西ノ島町・知夫村の1県3町4村により隠岐広域連合が設立される。設立当初の処理事務は介護保険事業、隠岐病院事業、島前診療所事業、救急医療対策事業であった。
- 2001年3月：島前診療所を隠岐島前病院に改める。
- 2002年4月：隠岐町村組合を統合する。広域消防事業、障がい者支援施設事業、交流施設管理事業等を行うこととなる。
- 2003年3月：知的障害児施設の設置、管理及び運営に関する事務を追加する。
- 2007年1月：隠岐航路フェリー「おき」の設置、管理及び運営に関する事務を追加する。
- 2008年2月：国民健康保険、後期高齢者医療制度の特別徴収に係る電子データの処理に関する事務を追加する。
- 2010年3月：農業災害補償法に基づく農業共済事業に関する事務を廃止する。
- 2010年
  - 3月：広域市町村計画の策定に関する事務を廃止する。「知的障害者援護施設」を「障がい者支援施設」に改める。
  - 9月：隠岐航路フェリー「おき」の設置、管理及び運営に関する事務を、隠岐航路フェリー「おき」及びジェットフォイルの設置、管理及び運営に関する事務に改める。
- 2015年3月：「知的障がい児施設」を「福祉型障がい児入所施設」に改める。フェリー「くにが」代替船建造に対する隠岐汽船株式会社への資金貸付及び償還に関する事務を廃止する。

## 組織
- 議会
  - 議員定数：14人（島根県：2人、隠岐の島町：6人、海士町：2人、西ノ島町：2人、知夫村：2人）
- 執行機関
  - 広域連合長：1人（関係団体の長の内から関係団体の長が投票で選挙）
  - 副広域連合長：5人以内（構成団体の長、職員、または人格高潔で優れた識見を有する者のうちから、広域連合の議会の同意を得て、広域連合長が選任）
  - 会計管理者：1人（職員の内から広域連合長が命ずる）
  - 監査委員：2人
- 選挙管理委員会
  - 選挙管理委員：4人

## 施設

### 病院
- 隠岐病院
  - 隠岐郡隠岐の島町城北町355番地
- 隠岐島前病院
  - 隠岐郡西ノ島町大字美田2071-1

### 障がい者支援施設
- 仁万の里
  - 隠岐郡隠岐の島町都万2582-1

### 宿泊・交流施設
- レインボープラザ
  - 松江市学園1丁目8番8号

### 消防本部
- 隠岐広域連合消防本部
  - 隠岐郡隠岐の島町平440番地1

## 常備消防事務

### 概要
- 主力機械
  - 消防ポンプ自動車：5
  - 水槽車：1
  - はしご付消防自動車兼救助工作車：1（はしご付き救助車）
  - 化学消防自動車：2
  - 救急自動車：5
  - 指揮車：1
  - 支援車：1
  - 広報車：1
  - 査察車：2

### 消防署
| 消防署       | 住所                       | 分署                             | 出張所                                                   |
| ------------ | -------------------------- | -------------------------------- | -------------------------------------------------------- |
| 隠岐島消防署 | 隠岐郡隠岐の島町平440番地1 | 島前：隠岐郡西ノ島町大字浦郷60-7 | 海士：隠岐郡海士町大字海士1483 知夫：隠岐郡知夫村1561-15 |